# Pachasock
Pachasock (Pachasuck), pleme ili selo američkih Indijanaca jezične porodice Algonquian koje se u domorodačko doba nalazilo na području današnjeg okruga Hampden u saveznoj američkij državi Massachusetts. O njima gotovo ništa nije poznato, a naziv pachasuck u jeziku Nipmuc Indijanaca znači  "split, or divided, brook"
Bili su u savezu s konfederacijom Pocomtuc.